# El perro del hortelano (pel·lícula)
El perro del hortelano és la penúltima pel·lícula que va dirigir el 1996 Pilar Miró abans de la seva defunció. La pel·lícula està basada en la comèdia homònima escrita per Lope de Vega.

## Argument
Diana (Emma Suárez), comtessa de Belflor, és una jove perspicaç, impulsiva i intel·ligent. Està enamorada de Teodoro (Carmelo Gómez), el seu secretari, però comprova que aquest ja està compromès amb la dama Marcela (Ana Duato). Moguda per la gelosia i l'enveja, tot el seu afany se centra en separar als dos enamorats. Quan aconsegueix separar-los, el seu interès per Teodoro decau, i aquest cau en un gran estat de confusió, perquè no entén que espera d'ell la comtessa.

## Repartiment
- Emma Suárez... Diana, comtessa de Belflor
- Carmelo Gómez... Teodoro
- Fernando Conde... Tristán
- Ana Duato... Marcela
- Miguel Rellán…	Fabio
- Juan Gea... Federico
- Ángel de Andrés López...	Ricardo
- Maite Blasco...	Anarda
- Rafael Alonso...	Ludovico
- José Lifante...	Octavio
- Blanca Portillo... Dorotea

## Palmarès cinematogràfic
XI Premis Goya
| Categoria                        | Persona                                 | Resultat   |
| -------------------------------- | --------------------------------------- | ---------- |
| Millor pel·lícula                | Millor pel·lícula                       | Candidata  |
| Millor directora                 | Pilar Miró                              | Guanyadora |
| Millor actriu protagonista       | Emma Suárez                             | Guanyadora |
| Millor actor protagonista        | Carmelo Gómez                           | Candidat   |
| Millor guió adaptat              | Pilar Miró Rafael Pérez Sierra          | Guanyadors |
| Millor música original           | José Nieto                              | Candidat   |
| Millor fotografia                | Javier Aguirresarobe                    | Guanyador  |
| Millor muntatge                  | Pablo González del Amo                  | Candidat   |
| Millor direcció artística        | Félix Murcia                            | Guanyador  |
| Millor disseny de vestuari       | Pedro Moreno                            | Guanyador  |
| Millor maquillatge i perruqueria | Juan Pedro Hernández Esther Martín      | Guanyadors |
| Millor so                        | Carlos Faruolo Ray Gillon Antonio Bloch | Candidats  |

Medalles del Cercle d'Escriptors Cinematogràfics
| Categoria           | Persona                        | Resultat   |
| ------------------- | ------------------------------ | ---------- |
| Millor actor        | Carmelo Gómez                  | Guanyador  |
| Millor guió adaptat | Pilar Miró Rafael Pérez Sierra | Guanyadors |

- Va ser seleccionada per a la clausura de la secció Zabaltegui al Festival Internacional de Cinema de Sant Sebastià de 1996.
- Ombú d'Or a la Millor Pel·lícula (Festival Internacional de Cinema de Mar del Plata 1996).
- Dofí d'Or a la Millor Actriu (Emma Suárez) i a la Millor fotografia (Javier Aguirresarobe).